# Sailing to Philadelphia Tour
Il Sailing to Philadelphia Tour è stata un tournée del chitarrista e cantautore britannico Mark Knopfler, che ebbe luogo dal 27 marzo 2001 al 31 luglio 2001.

## Formazione
- Mark Knopfler – voce e chitarra
- Richard Bennett – chitarra
- Glenn Worf – basso e contrabbasso
- Guy Fletcher – tastiere e chitarra
- Geraint Watkins – tastiere e fisarmonica
- Mike Henderson – chitarra, mandolino, violino e armonica a bocca
- Chad Cromwell – batteria

## Concerti
Messico e America del Sud
1. 27 marzo 2001 – National Auditorium, Città del Messico,  Messico (scaletta 1)
2. 28 marzo 2001 – National Auditorium, Città del Messico,  Messico (scaletta 2)
3. 31 marzo 2001 – Luna Park, Buenos Aires,  Argentina (scaletta 2)
4. 1º aprile 2001 – Luna Park, Buenos Aires,  Argentina (scaletta 3)
5. 2 aprile 2001 – Teatro de Verano, Montevideo,  Uruguay (scaletta 4)
6. 4 aprile 2001 – Gigantinho, Porto Alegre,  Brasile (scaletta 4)
7. 5 aprile 2001 – ATL Hall, Rio de Janerio,  Brasile (scaletta 4)
8. 6 aprile 2001 – Credicard Hall, San Paolo,  Brasile (scaletta 5)
9. 7 aprile 2001 – Credicard Hall, San Paolo,  Brasile (scaletta 6)
10. 8 aprile 2001 – Credicard Hall, San Paolo,  Brasile (scaletta 7)

America del Nord
1. 23 aprile 2001 – Orpheum, Boston, Massachusetts,  Stati Uniti (scaletta 8)
2. 24 aprile 2001 – Oakdale Theatre, Wallingford US,  Stati Uniti (scaletta 9)
3. 25 aprile 2001 – Constitution Hall, Washington DC,  Stati Uniti (scaletta 10)
4. 26 aprile 2001 – Tower Theatre, Filadelfia, Pennsylvania,  Stati Uniti (scaletta 11)
5. 27 aprile 2001 – Tower Theatre, Filadelfia, Pennsylvania,  Stati Uniti (scaletta 12)
6. 28 aprile 2001 – Performing Arts Centre, Newark, New Jersey,  Stati Uniti (scaletta 13)
7. 29 aprile 2001 – Beawith Theatre, New York, New York,  Stati Uniti (scaletta 14)
8. 30 aprile 2001 – Beawith Theatre, New York, New York,  Stati Uniti (scaletta 15)
9. 2 maggio 2001 – Wordperfect Theatre, Ottawa, Ontario,  Canada (scaletta 15)
10. 3 maggio 2001 – Massey Hall, Toronto, Ontario,  Canada (scaletta 15)
11. 4 maggio 2001 – Fox Theatre, Detroit, Michigan,  Stati Uniti (scaletta 16)
12. 5 maggio 2001 – Rosemont Theatre, Chicago, Illinois,  Stati Uniti (scaletta 17)
13. 6 maggio 2001 – Riverside Theatre, Milwaukee, Wiswithsin,  Stati Uniti (scaletta 15)
14. 7 maggio 2001 – Orpheum Theatre, Minneapolis, Minnesota,  Stati Uniti (scaletta 18)
15. 12 maggio 2001 – Red Rocks Amphitheatre, Denver, Colorado,  Stati Uniti (scaletta 15)
16. 14 maggio 2001 – Benaroya Hall, Seattle, Washington,  Stati Uniti (scaletta 19)
17. 15 maggio 2001 – Queen Elizabeth Theatre, Vancouver, British Columbia,  Canada (scaletta 19)
18. 16 maggio 2001 – Arlene Schnitzer, Portland, Oregon,  Stati Uniti (scaletta 19)
19. 17 maggio 2001 – Berkeley Community Centre, San Francisco, California,  Stati Uniti (scaletta 19)
20. 18 maggio 2001 – Berkeley Community Centre, San Francisco, California,  Stati Uniti (scaletta 20)
21. 19 maggio 2001 – The Joint, Las Vegas, Nevada,  Stati Uniti (scaletta 21)
22. 20 maggio 2001 – The Greek Theatre, Los Angeles, California,  Stati Uniti (scaletta 22)
23. 21 maggio 2001 – Copley Symphony Hall, San Diego, California,  Stati Uniti (scaletta 23)
24. 23 maggio 2001 – Bronco Bowl, Dallas, Texas,  Stati Uniti (scaletta 23)
25. 24 maggio 2001 – Saenger Theatre, New Orleans, Louisiana,  Stati Uniti (scaletta 24)
26. 25 maggio 2001 – Alabama Theatre, Birmingham, Alabama,  Stati Uniti (scaletta 24)
27. 26 maggio 2001 – Chastain Park, Atlanta, Georgia,  Stati Uniti (scaletta 25)
28. 27 maggio 2001 – Ryman Auditorium, Nashville, Tennessee,  Stati Uniti (scaletta 26)

Europa
1. 3 giugno 2001 – Royal Albert Hall, Londra,  Regno Unito (scaletta 27)
2. 4 giugno 2001 – Royal Albert Hall, Londra,  Regno Unito (scaletta 28)
3. 5 giugno 2001 – Royal Albert Hall, Londra,  Regno Unito (scaletta 28)
4. 7 giugno 2001 – Festhalle, Francoforte sul Meno,  Germania (scaletta 28)
5. 8 giugno 2001 – Schleyerhalle, Stoccarda,  Germania (scaletta 28)
6. 9 giugno 2001 – Stadthalle, Vienna,  Austria (scaletta 29)
7. 10 giugno 2001 – Sala Kongresowa, Varsavia,  Polonia (scaletta 28)
8. 11 giugno 2001 – ICC, Berlino,  Germania (scaletta 30)
9. 13 giugno 2001 – Olympiahalle, Monaco di Baviera,  Germania (scaletta 28)
10. 14 giugno 2001 – Massehalle, Erfurt,  Germania (scaletta 29)
11. 15 giugno 2001 – Arena, Oberhausen,  Germania (scaletta 31)
12. 16 giugno 2001 – Stadtpark, Amburgo,  Germania (scaletta 32)
13. 17 giugno 2001 – Heineken Music Hall, Amsterdam,  Paesi Bassi (scaletta 33)
14. 18 giugno 2001 – Heineken Music Hall, Amsterdam,  Paesi Bassi (scaletta 34)
15. 19 giugno 2001 – Heineken Music Hall, Amsterdam,  Paesi Bassi (scaletta 35)
16. 23 giugno 2001 – Forest Nationale, Bruxelles,  Belgio (scaletta 35)
17. 24 giugno 2001 – Forest Nationale, Bruxelles,  Belgio (scaletta 36)
18. 25 giugno 2001 – Zenith, Parigi,  Francia (scaletta 37)
19. 26 giugno 2001 – Zenith, Parigi,  Francia (scaletta 38)
20. 27 giugno 2001 – Tony Garnier Hall, Lione,  Francia (scaletta 39)
21. 28 giugno 2001 – Arena, Nîmes,  Francia (scaletta 40)
22. 29 giugno 2001 – Pavelló Olímpic de Badalona, Barcellona,  Spagna (scaletta 41)
23. 1º luglio 2001 – Atlantico, Lisbona,  Portogallo (scaletta 35)
24. 2 luglio 2001 – Plaza de Toros de Las Ventas, Madrid,  Spagna (scaletta 42)
25. 3 luglio 2001 – Plaza de Toros Vista Alegre, Bilbao,  Spagna (scaletta 42)
26. 5 luglio 2001 – Hallenstadion, Zurigo,  Svizzera (scaletta 43)
27. 6 luglio 2001 – Piazza Duomo, Brescia,  Italia (scaletta 44)
28. 7 luglio 2001 – Piazza San Martino, Lucca (Lucca Summer Festival),  Italia (scaletta 45)
29. 8 luglio 2001 – Foro Italico, Roma,  Italia (scaletta 45)
30. 9 luglio 2001 – Piazza 1º Maggio, Udine,  Italia (scaletta 45)
31. 17 luglio 2001 – NEC, Birmingham,  Regno Unito (scaletta 46)
32. 18 luglio 2001 – Brighton Centre, Brighton,  Regno Unito (scaletta 47)
33. 19 luglio 2001 – MEN Arena, Manchester,  Regno Unito (scaletta 48)
34. 20 luglio 2001 – Clyde Auditorium, Glasgow,  Regno Unito (scaletta 49)
35. 21 luglio 2001 – City Hall, Newcastle,  Regno Unito (scaletta 50)
36. 23 luglio 2001 – Koln Arena, Colonia,  Germania (scaletta 51)
37. 25 luglio 2001 – Forum, Copenaghen,  Danimarca (scaletta 52)
38. 26 luglio 2001 – Spektrum, Oslo,  Norvegia (scaletta 33)
39. 27 luglio 2001 – Globe Theatre, Stoccolma,  Svezia (scaletta 53)
40. 29 luglio 2001 – Hartwall Arena, Helsinki,  Finlandia (scaletta 53)
41. 30 luglio 2001 – Octyabrsky Concert Centre, San Pietroburgo,  Russia (scaletta 53)
42. 31 luglio 2001 – Olympisky Arena, Mosca,  Russia (scaletta 53)

## Scalette
- Scaletta 1: Calling Elvis, Walk of Life, Who's Your Baby Now, Rüdiger, What It Is, Sailing to Philadelphia, El Macho, Pyroman, Romeo and Juliet, Sultans of Swing, Done with Bonaparte, Prairie Wedding, Junkie Doll, Baloney Again, Wag the Dog, Speedway at Nazareth, Telegraph Road, Brothers in Arms, Money for Nothing, The Long Highway

- Scaletta 2: Calling Elvis, Walk of Life, Who's Your Baby Now, Rüdiger, What It Is, Sailing to Philadelphia, El Macho, Romeo and Juliet, Sultans of Swing, Done with Bonaparte, Prairie Wedding, Junkie Doll, Baloney Again, Pyroman, Speedway at Nazareth, Telegraph Road, Brothers in Arms, Money for Nothing, Wag the Dog, The Long Highway

- Scaletta 3: Calling Elvis, Walk of Life, Who's Your Baby Now, Rüdiger, What It Is, Sailing to Philadelphia, El Macho, Romeo and Juliet, Sultans of Swing, Done with Bonaparte, Prairie Wedding, Junkie Doll, Baloney Again, Pyroman, Telegraph Road, Brothers in Arms, Money for Nothing, Wag the Dog, The Long Highway

- Scaletta 4: Calling Elvis, Walk of Life, Who's Your Baby Now, Rüdiger, What It Is, Sailing to Philadelphia, El Macho, Romeo and Juliet, Sultans of Swing, Done with Bonaparte, Prairie Wedding, Junkie Doll, Baloney Again, Pyroman, Telegraph Road, Brothers in Arms, Money for Nothing, Wag the Dog

- Scaletta 5: Calling Elvis, Walk of Life, Who's Your Baby Now, Rüdiger, What It Is, Sailing to Philadelphia, El Macho, Romeo and Juliet, Sultans of Swing, Done with Bonaparte, Pyroman, Telegraph Road, Brothers in Arms, Money for Nothing, Wag the Dog, The Long Highway

- Scaletta 6: Calling Elvis, Walk of Life, Who's Your Baby Now, Rüdiger, What It Is, Sailing to Philadelphia, El Macho, Romeo and Juliet, Sultans of Swing, Done with Bonaparte, Pyroman, Telegraph Road, Speedway at Nazareth, Money for Nothing, Brothers in Arms

- Scaletta 7: Calling Elvis, Walk of Life, Who's Your Baby Now, Rüdiger, What It Is, Sailing to Philadelphia, El Macho, Romeo and Juliet, Sultans of Swing, Done with Bonaparte, Pyroman, Telegraph Road, So Far Away, Money for Nothing, Brothers in Arms

- Scaletta 8: Calling Elvis, Walk of Life, Who's Your Baby Now, Rüdiger, What It Is, Sailing to Philadelphia (con JamesTaylor), Raised Up Family (James Taylor), El Macho, Romeo and Juliet, Sultans of Swing, Done with Bonaparte, Junkie Doll, Baloney Again, Pyroman, Telegraph Road, So Far Away, Money for Nothing, Brothers in Arms

- Scaletta 9: Calling Elvis, Walk of Life, Who's Your Baby Now, Rüdiger, What It Is, Sailing to Philadelphia, Romeo and Juliet, Sultans of Swing, Done with Bonaparte, Junkie Doll, Baloney Again, Pyroman, Telegraph Road, So Far Away, Money for Nothing, Brothers in Arms

- Scaletta 10: Calling Elvis, Walk of Life, Who's Your Baby Now, Rüdiger, What It Is, Sailing to Philadelphia, Romeo and Juliet, Sultans of Swing, Done with Bonaparte, Prairie Wedding, Junkie Doll, Baloney Again, Pyroman, Telegraph Road, Money for Nothing, Brothers in Arms, So Far Away

- Scaletta 11: Calling Elvis, Walk of Life, Who's Your Baby Now, What It Is, Sailing to Philadelphia, Romeo and Juliet, Sultans of Swing, Done with Bonaparte, Prairie Wedding, Junkie Doll, Baloney Again, Pyroman, Telegraph Road, Money for Nothing, Brothers in Arms, So Far Away

- Scaletta 12: Calling Elvis, Walk of Life, Who's Your Baby Now, Rüdiger, What It Is, Sailing to Philadelphia, Romeo and Juliet, Prairie Wedding, Sultans of Swing, Done with Bonaparte, Junkie Doll, Speedway at Nazareth, Pyroman, Telegraph Road, Brothers in Arms, Money for Nothing, So Far Away

- Scaletta 13: Calling Elvis, Walk of Life, Who's Your Baby Now, Rüdiger, What It Is, Sailing to Philadelphia, Romeo and Juliet, Sultans of Swing, Done with Bonaparte, Prairie Wedding, Junkie Doll, Speedway at Nazareth, Pyroman, Telegraph Road, Brothers in Arms, Money for Nothing, So Far Away

- Scaletta 14: Calling Elvis, Walk of Life, Who's Your Baby Now, Rüdiger, What It Is, Sailing to Philadelphia, Romeo and Juliet, Sultans of Swing, Done with Bonaparte, Junkie Doll, Baloney Again, Pyroman, Telegraph Road, Brothers in Arms, Money for Nothing, So Far Away

- Scaletta 15: Calling Elvis, Walk of Life, Who's Your Baby Now, Rüdiger, What It Is, Sailing to Philadelphia, Romeo and Juliet, Sultans of Swing, Done with Bonaparte, Junkie Doll, Speedway at Nazareth, Pyroman, Telegraph Road, Brothers in Arms, Money for Nothing, So Far Away

- Scaletta 16: Calling Elvis, Walk of Life, Who's Your Baby Now, Rüdiger, What It Is, Sailing to Philadelphia, Romeo and Juliet, Sultans of Swing, Done with Bonaparte, Prairie Weding, Junkie Doll, Baloney Again, Pyroman, Telegraph Road, Speedway at Nazareth, Money for Nothing, So Far Away

- Scaletta 17: Calling Elvis, Walk of Life, Who's Your Baby Now, Rüdiger, What It Is, Sailing to Philadelphia, Romeo and Juliet, Sultans of Swing, Done with Bonaparte, Prairie Weding, Junkie Doll, Baloney Again, Pyroman, Telegraph Road, Speedway at Nazareth, Brothers in Arms, Money for Nothing, So Far Away

- Scaletta 18: Calling Elvis, Walk of Life, Who's Your Baby Now, Rüdiger, What It Is, Sailing to Philadelphia, Romeo and Juliet, Sultans of Swing, Done with Bonaparte, Junkie Doll, Speedway at Nazareth, Pyroman, Telegraph Road, Money for Nothing, So Far Away

- Scaletta 19: Calling Elvis, Walk of Life, Rüdiger, What It Is, Sailing to Philadelphia, Romeo and Juliet, Sultans of Swing, Done with Bonaparte, Who's Your Baby Now, Junkie Doll, Speedway at Nazareth, Pyroman, Telegraph Road, Prairie Wedding, Money for Nothing, So Far Away

- Scaletta 20: Calling Elvis, Walk of Life, Rüdiger, What It Is, Baloney Again, Romeo and Juliet, Sultans of Swing, Done with Bonaparte, Sailing to Philadelphia, Junkie Doll, Speedway at Nazareth, Pyroman, Telegraph Road, Brothers in Arms, Money for Nothing, So Far Away

- Scaletta 21: Calling Elvis, Walk of Life, Rüdiger, What It Is, Romeo and Juliet, Sultans of Swing, Done with Bonaparte, Sailing to Philadelphia, Junkie Doll, Speedway at Nazareth, Pyroman, Telegraph Road, Wag the Dog, Money for Nothing, So Far Away

- Scaletta 22: Calling Elvis, Walk of Life, Rüdiger, What It Is, Romeo and Juliet, Sultans of Swing, Done with Bonaparte, Sailing to Philadelphia (with Jackson Browne), Junkie Doll, Speedway at Nazareth, Prairie Wedding (with Bonnie Raitt), Pyroman (with Bonnie Raitt), Telegraph Road, Wag the Dog, Money for Nothing, So Far Away

- Scaletta 23: Calling Elvis, Walk of Life, Rüdiger, What It Is, Sailing to Philadelphia, Romeo and Juliet, Sultans of Swing, Done with Bonaparte, Prairie Wedding, Junkie Doll, Speedway at Nazareth, Pyroman, Telegraph Road, Brothers in Arms, Money for Nothing, So Far Away

- Scaletta 24: Calling Elvis, Walk of Life, Rüdiger, What It Is, Romeo and Juliet, Sultans of Swing, Done with Bonaparte, Who's Your Baby Now, Pyroman, Sailing to Philadelphia, Junkie Doll, Speedway at Nazareth, Telegraph Road, Brothers in Arms, Money for Nothing, So Far Away

- Scaletta 25: Calling Elvis, Walk of Life, Rüdiger, What It Is, Romeo and Juliet, Sultans of Swing, Done with Bonaparte, Junkie Doll, Sailing to Philadelphia, Pyroman, Speedway at Nazareth, Telegraph Road, Brothers in Arms, Money for Nothing, So Far Away

- Scaletta 26: Calling Elvis (with Paul Franklin), Walk of Life (PF), What It Is, Romeo and Juliet (PF), Sultans of Swing, Done with Bonaparte, Lost on the River (with Emmylou Harris and Paul Franklin), Alone and Foresaken (EH, PF), Junkie Doll, Sailing to Philadelphia (PF), Pyroman (PF), Prairie Wedding (with Gillian Welch and David Rawlings), Speedway at Nazareth (GW, DR), Telegraph Road, Brothers in Arms, Money for Nothing, So Far Away (PF)

- Scaletta 27: Calling Elvis, Walk of Life, What It Is, Romeo and Juliet, Sultans of Swing, Done with Bonaparte, Sailing to Philadelphia, Junkie Doll, Pyroman, Prairie Wedding, Speedway at Nazareth, Telegraph Road, Brothers in Arms, Money for Nothing, So Far Away

- Scaletta 28: Calling Elvis, Walk of Life, What It Is, Romeo and Juliet, Sultans of Swing, Done with Bonaparte, Prairie Wedding, Sailing to Philadelphia, Junkie Doll, Pyroman, Speedway at Nazareth, Telegraph Road, Brothers in Arms, Money for Nothing, So Far Away

- Scaletta 29: Calling Elvis, Walk of Life, What It Is, Romeo and Juliet, Sultans of Swing, Done with Bonaparte, Wag the Dog, Sailing to Philadelphia, Junkie Doll, Pyroman, Speedway at Nazareth, Telegraph Road, Brothers in Arms, Money for Nothing, So Far Away

- Scaletta 30: Calling Elvis, Walk of Life, What It Is, Romeo and Juliet, Sultans of Swing, Done with Bonaparte, Sailing to Philadelphia, Junkie Doll, Rüdiger, Pyroman, Speedway at Nazareth, Telegraph Road, Brothers in Arms, Money for Nothing, So Far Away

- Scaletta 31: Calling Elvis, Walk of Life, What It Is, Romeo and Juliet, Sultans of Swing, Done with Bonaparte, Who's Your Baby Now, Sailing to Philadelphia, Junkie Doll, Pyroman, Speedway at Nazareth, Telegraph Road, Brothers in Arms, Money for Nothing, So Far Away

- Scaletta 32: Calling Elvis, Walk of Life, What It Is, Romeo and Juliet, Sultans of Swing, Done with Bonaparte, Junkie Doll, Pyroman, Speedway at Nazareth, Telegraph Road, Brothers in Arms, Money for Nothing, So Far Away

- Scaletta 33: Calling Elvis, Walk of Life, What It Is, Romeo and Juliet, Sultans of Swing, Done with Bonaparte, Wag the Dog, Baloney Again, Junkie Doll, Pyroman, Speedway at Nazareth, Telegraph Road, Brothers in Arms, Money for Nothing, So Far Away, Going Home: Theme of the Local Hero

- Scaletta 34: Calling Elvis, Walk of Life, What It Is, Romeo and Juliet, Sultans of Swing, Done with Bonaparte, Sailing to Philadelphia, Baloney Again, Junkie Doll, Pyroman, Speedway at Nazareth, Telegraph Road, Brothers in Arms, Money for Nothing, So Far Away, Going Home: Theme of the Local Hero

- Scaletta 35: Calling Elvis, Walk of Life, What It Is, Romeo and Juliet, Sultans of Swing, Done with Bonaparte, Who's Your Baby Now, Sailing to Philadelphia, Junkie Doll, Pyroman, Speedway at Nazareth, Telegraph Road, Brothers in Arms, Money for Nothing, So Far Away, Going Home: Theme of the Local Hero

- Scaletta 36: Calling Elvis, Walk of Life, What It Is, Romeo and Juliet, Sultans of Swing, Done with Bonaparte, Wag the Dog, Baloney Again, Prairie Wedding, Junkie Doll, Pyroman, Speedway at Nazareth, Telegraph Road, Brothers in Arms, Money for Nothing, So Far Away, Going Home: Theme of the Local Hero

- Scaletta 37: Calling Elvis, Walk of Life, What It Is, Romeo and Juliet, Sultans of Swing, Done with Bonaparte, Who's Your Baby Now, Baloney Again, Junkie Doll, Pyroman, Speedway at Nazareth, Telegraph Road, Brothers in Arms, Money for Nothing, So Far Away, Going Home: Theme of the Local Hero

- Scaletta 38: Calling Elvis, Walk of Life, What It Is, Romeo and Juliet, Sultans of Swing, Done with Bonaparte, Who's Your Baby Now, Sailing to Philadelphia, Baloney Again, Wag the Dog, Speedway at Nazareth, Telegraph Road, Brothers in Arms, Money for Nothing, So Far Away, Going Home: Theme of the Local Hero

- Scaletta 39: Calling Elvis, Walk of Life, What It Is, Romeo and Juliet, Sultans of Swing, Done with Bonaparte, Who's Your Baby Now, Baloney Again, Wag the Dog, Junkie Doll, Pyroman, Speedway at Nazareth, Telegraph Road, Brothers in Arms, Money for Nothing, So Far Away, Going Home: Theme of the Local Hero

- Scaletta 40: Calling Elvis, Walk of Life, What It Is, Romeo and Juliet, Sultans of Swing, Done with Bonaparte, Sailing to Philadelphia, Prairie Wedding, Junkie Doll, Pyroman, Speedway at Nazareth, Telegraph Road, Brothers in Arms, Money for Nothing, So Far Away, Going Home: Theme of the Local Hero

- Scaletta 41: Calling Elvis, Walk of Life, What It Is, Romeo and Juliet, Sultans of Swing, Done with Bonaparte, Sailing to Philadelphia, Baloney Again, Junkie Doll, Pyroman, Speedway at Nazareth, Telegraph Road, Brothers in Arms, Money for Nothing, So Far Away, Going Home: Theme of the Local Hero

- Scaletta 42: Calling Elvis, Walk of Life, What It Is, Romeo and Juliet, Sultans of Swing, Done with Bonaparte, Who's Your Baby Now, Baloney Again, Prairie Wedding, Junkie Doll, Pyroman, Speedway at Nazareth, Telegraph Road, Brothers in Arms, Money for Nothing, So Far Away, Going Home: Theme of the Local Hero

- Scaletta 43: Calling Elvis, Walk of Life, What It Is, Romeo and Juliet, Sultans of Swing, Done with Bonaparte, Sailing to Philadelphia, Wag the Dog, Baloney Again, Junkie Doll, Pyroman, Speedway at Nazareth, Telegraph Road, Brothers in Arms, Money for Nothing, So Far Away, Going Home: Theme of the Local Hero

- Scaletta 44: Calling Elvis, Walk of Life, What It Is, Romeo and Juliet, Sultans of Swing, Done with Bonaparte, Who's Your Baby Now, Baloney Again, Wag the Dog, Junkie Doll, Speedway at Nazareth, Telegraph Road, Brothers in Arms, Money for Nothing, So Far Away, Going Home: Theme of the Local Hero

- Scaletta 45: Calling Elvis, Walk of Life, What It Is, Romeo and Juliet, Sultans of Swing, Done with Bonaparte, Who's Your Baby Now, Wag the Dog, Junkie Doll, Speedway at Nazareth, Telegraph Road, Brothers in Arms, Money for Nothing, So Far Away, Going Home: Theme of the Local Hero

- Scaletta 46: Calling Elvis, Walk of Life, What It Is, Romeo and Juliet, Sultans of Swing, Done with Bonaparte, Sailing to Philadelphia, Baloney Again, Wag the Dog, Junkie Doll, Speedway at Nazareth, Telegraph Road, Brothers in Arms, Money for Nothing, So Far Away, Going Home: Theme of the Local Hero

- Scaletta 47: Calling Elvis, Walk of Life, What It Is, Romeo and Juliet, Sultans of Swing, Done with Bonaparte, Sailing to Philadelphia, Prairie Wedding, Wag the Dog, Junkie Doll, Speedway at Nazareth, Telegraph Road, Brothers in Arms, Money for Nothing, So Far Away

- Scaletta 48: Calling Elvis, Walk of Life, What It Is, Romeo and Juliet, Sultans of Swing, Done with Bonaparte, Sailing to Philadelphia, Wag the Dog, Baloney Again, Junkie Doll, Speedway at Nazareth, Telegraph Road, Brothers in Arms, Money for Nothing, So Far Away, Going Home: Theme of the Local Hero

- Scaletta 49: Calling Elvis, Walk of Life, What It Is, Romeo and Juliet, Sultans of Swing, Done with Bonaparte, Sailing to Philadelphia, Who's Your Baby Now, Baloney Again, Prairie Wedding, Junkie Doll, Speedway at Nazareth, Telegraph Road, Brothers in Arms, Money for Nothing, So Far Away, Going Home: Theme of the Local Hero

- Scaletta 50: Calling Elvis, Walk of Life, What It Is, Romeo and Juliet, Sultans of Swing, Done with Bonaparte, Who's Your Baby Now, Sailing to Philadelphia, Baloney Again, Prairie Wedding, Junkie Doll, Speedway at Nazareth, Telegraph Road, Brothers in Arms, Money for Nothing, So Far Away, Going Home: Theme of the Local Hero

- Scaletta 51: Calling Elvis, Walk of Life, What It Is, Romeo and Juliet, Sultans of Swing, Done with Bonaparte, Prairie Wedding, Wag the Dog, Junkie Doll, Pyroman, Speedway at Nazareth, Telegraph Road, Brothers in Arms, Money for Nothing, So Far Away

- Scaletta 52: Calling Elvis, Walk of Life, What It Is, Romeo and Juliet, Sultans of Swing, Done with Bonaparte, Prairie Wedding, Wag the Dog, Junkie Doll, Pyroman, Speedway at Nazareth, Telegraph Road, Brothers in Arms, Money for Nothing, So Far Away, Going Home: Theme of the Local Hero

- Scaletta 53: Calling Elvis, Walk of Life, What It Is, Romeo and Juliet, Sultans of Swing, Done with Bonaparte, Who's Your Baby Now, Wag the Dog, Baloney Again, Junkie Doll, Speedway at Nazareth, Telegraph Road, Brothers in Arms, Money for Nothing, So Far Away, Going Home: Theme of the Local Hero